# Сакська волость
Сакська волость — історична адміністративно-територіальна одиниця Євпаторійського повіту Таврійської губернії.
Станом на 1886 рік складалася з 7 поселень, 2 сільських громад. Населення — 1916 осіб (1009 осіб чоловічої статі та 907 — жіночої), 322 дворових господарства.
|                     | Площа, десятин | У тому числі орної, десятин |
| ------------------- | -------------- | --------------------------- |
| Сільських громад    | 10277          | 195                         |
| Приватної власності | 34247          | 4839                        |
| Казенної власності  | 2608           | —                           |
| Іншої власності     | 5460           | 1040                        |
| Загалом             | 52592          | 6074                        |

Найбільші поселення волості:
- Саки — село за 19 верст від повітового міста, 155 осіб, 32 двори, церква православна, мечеть, лікарня, казенна станція, земська станція, етапне приміщення, 4 лавки, 2 пекарні, соляний промисел. За 7 верст — мечеть, соляний промисел. За 12 верст — 5 мечетей. За 14 верст — мечеть. За 16 верст — постоялий двір. За 18 верст — мечеть, лавка, постоялий двір. За 22 версти — поштова станція. За 28 верст — мечеть. За 30 верст — поштова станція.
- Геріданк (Темеш) — колонія, 221 особа, 45 дворів, лавка.
- Іванівка — село, 498 осіб, 75 дворів, мечеть, школа.
- Михайлівка — село, 473 осіб, 66 дворів, школа.